# 汇源通信
四川汇源光通信股份有限公司 （深交所：000586）是中国深圳证券交易所的一家上市公司，主营业务范围为通信服务业。
2011年，该公司主营业务收入为480697864.73元，公司净利润为18586608.73元，公司总资产为518821286.34元。